# Грайнер, Бриттни
Бри́ттни Иве́тт Гра́йнер (англ. Brittney Yevette Griner; род. 18 октября 1990, Хьюстон) — американская баскетболистка, центровая, играющая за клуб женской НБА «Атланта Дрим».
Начала серьёзно заниматься баскетболом в старших классах. В 11-м классе приобрела национальную известность благодаря способности выполнять слэм-данки. Стала обладательницей национального рекорда среди школьниц по числу блок-шотов за сезон. В 2012 году выиграла чемпионат Национальной ассоциации студенческого спорта (NCAA) в составе команды «Бэйлор Леди Бэрс», став самым выдающимся игроком этого турнира. Многократная обладательница главных наград женского студенческого баскетбола в США.
Выбрана командой «Финикс Меркури» под общим первым номером в драфте ВНБА 2013 года. В 2014 году стала чемпионкой женской НБА в составе этой команды, по два раза становилась лучшим бомбардиром лиги и признавалась её лучшим оборонительным игроком. Рекордсменка лиги по числу выполненных слэм-данков. Помимо США, играла в клубах Китая и России. Шестикратная чемпионка России и четырёхкратная чемпионка Евролиги в составе клуба «УГМК Екатеринбург», трёхкратный MVP чемпионатов России, обладательница индивидуальных наград Женской китайской баскетбольной ассоциации. В составе сборной США чемпионка мира 2014 и 2018 годов, олимпийская чемпионка 2016, 2020 и 2024 годов.
В феврале 2022 года задержана в аэропорту «Шереметьево» в связи с обнаружением в багаже вейпа с гашишным маслом. Российским судом приговорена к 9 годам лишения свободы. 8 декабря 2022 года была освобождена в результате обмена на Виктора Бута.

## Ранние годы
Бриттни, младшая из четырёх детей, родилась 18 октября 1990 года в семье шерифа Рэймонда Грайнера и домохозяйки Сандры Грайнер в Хьюстоне (штат Техас). Училась там же в старшей школе им. Честера У. Нимица. Рост родителей значительно выше среднего: у отца 188, у матери 173 см. Сама Бриттни достаточно рано обогнала сверстников по росту. Это обстоятельство, а также отличающееся от девочек её возраста телосложение, согласно автобиографии спортсменки, в средних классах были поводом для частых издевательств.
До поступления в старшую школу в основном интересовалась футболом и волейболом; в баскетбольную команду девочку пригласила в 9-м классе тренер школьной сборной Дебби Джексон. После первых шести игр Бриттни закрепилась в основном составе школьной команды. Несмотря на отсутствие опыта, в свой первый год она набирала в среднем по 10,2 очка за игру. С 10-го класса начала тренироваться с командой юношей. К концу этого года Грайнер доросла до 198 см, начала выполнять слэм-данки как на тренировках, так и в ходе игр и более чем вдвое увеличила количество очков, набираемых за матч. Когда Бриттни училась в 11-м классе, видео с игры с её участием собрало на платформе YouTube 2,7 миллиона просмотров и привлекло внимание Шакила О’Нила, согласившегося встретиться с юным дарованием.
В выпускном классе, в сезоне 2008/2009, рост Грайнер достиг 203 см, а размах рук 218 см, и она продолжала расти. За этот год она сделала 318 блок-шотов, установив рекорд по количеству блок-шотов, сделанных игроком школьной команды в течение одного сезона. В стартовой игре сезона против «Хьюстон Эйлиф Хейстингс» Грайнер блокировала 25 бросков, таким образом установив рекорд по количеству блок-шотов за одну отдельно взятую игру. За этот же сезон она сделала 52 данка в 32 играх, в том числе семь — во встрече против команды средней школы Алдайна. В половине матчей своей школы в этом году Бриттни в одиночку набирала больше очков, чем вся команда соперниц. В плей-офф школьного чемпионата Техаса Грайнер принесла своей команде «Нимиц Кугэрз» 44 очка и 17 подборов и сделала 8 блок-шотов в полуфинале, а в финальной игре набрала 21 очко и 12 подборов. Несмотря на это, девушки из школы им. Нимица, вышедшие в финал фаворитками, уступили «Мэнсфилд Саммит Джагуарс» со счётом 43—52. Мэр Хьюстона Билл Уайт объявил 7 мая 2009 года днём Бриттни Грайнер.
В 2009 году Грайнер также участвовала в игре McDonald's All-American, в которой принимают участие лучшие выпускники школ США и Канады, где набрала 20 очков и 9 подборов. По итогам года она была признана баскетболисткой года среди старшеклассниц по версии USA Today и по версии Ассоциации тренеров женского баскетбола США.

## Студенческая карьера
По окончании школы Грайнер получила спортивную стипендию для учёбы в Бэйлорском университете. На протяжении четырёх лет она выступала за студенческую команду «Бэйлор Леди Бэрс», которую тренировала Ким Малки.
На первом курсе в качестве игрока «Леди Бэрс» Грайнер сделала 223 блок-шота, установив новый рекорд по количеству совершённых блок-шотов в одном сезоне. Она также набрала за сезон 644 очка — новый рекорд для первокурсницы Бэйлорского университета. 16 декабря 2009 года в победном матче против команды «Орал Робертс Голден Иглс» (101—76) она записала первый в истории сборной Бэйлорского университета трипл-дабл, набрав 34 очка, 13 подборов и рекордные для женских команд конференции Big 12 11 блок-шотов. До конца игрового сезона Грайнер сделала в общей сложности три трипл-дабла — лучший результат в NCAA в этом сезоне. Она стала седьмым игроком, выполнившим слэм-данк, в истории женского студенческого баскетбола и вторым (после Кэндис Паркер в 2005 году), кому удалось сделать больше одного данка за игру. Это произошло 2 января 2010 года в разгромной игре против команды Университета штата Техас (99—18).
22 марта 2010 года, в четвертьфинале регионального плей-офф, Грайнер установила рекорд турнира NCAA, сделав 14 блок-шотов в победном матче против «Джорджтаун Хойяс» (49—33). В региональном полуфинале «Леди Бэрс» обыграли посеянных первыми «Теннесси Леди Волантирс» Пэт Саммитт. В этом матче Грайнер под кольцом опекали до четырёх игроков противника одновременно, но она сумела набрать 27 очков и сыграла ключевую роль в финальном рывке своей команды, проигрывавшей 5 очков за 8 минут до конца встречи. В четвертьфинале национального турнира NCAA (англ. Elite Eight) «Бэйлор» обыграл «Дьюк Блю Девилз» (51—48). В этом матче центровая Бэйлора заблокировала 9 бросков противника. В сумме количество заблокированных ею бросков за плей-офф достигло 35, что также стало новым рекордом женского турнира NCAA. Предыдущий рекорд в 30 блок-шотов принадлежал баскетболистке «Блю Девилз» Элисон Бейлс, которая установила его в турнире 2006 года. «Леди Бэрс» вышли в Финал четырёх (англ. Final Four), где в полуфинале уступили будущему победителю турнира «Коннектикут Хаскис» (50—70). По итогам сезона 2009/2010 Грайнер была включена во вторую всеамериканскую сборную NCAA по версии Associated Press, а также была признана первокурсником года по версии USBWA.
По ходу второго года учёбы, 12 января 2011 года в своём 51-м матче за «Леди Бэрс», Грайнер заработала своё тысячное очко в университетском баскетболе. Она окончила сезон на первом месте в NCAA по блок-шотам (170) и на четвёртом по набранным очкам (23,0 за игру). По итогам сезона Ассоциация тренеров женского баскетбола признала её оборонительным игроком года и включила в первую всеамериканскую сборную NCAA; Грайнер была также признана игроком года конференции Big 12. Все эти титулы, завоёванные в первый раз, она сохраняла за собой и в следующие два сезона в университете. В 1/8 финала турнира NCAA Бриттни забила рекордные для себя 40 очков в победной игре против «Грин-Бей Феникс» (86—76), но в четвертьфинале «Леди Бэрс» проиграли будущему победителю турнира «Техас A&M Аггис» (46—58).

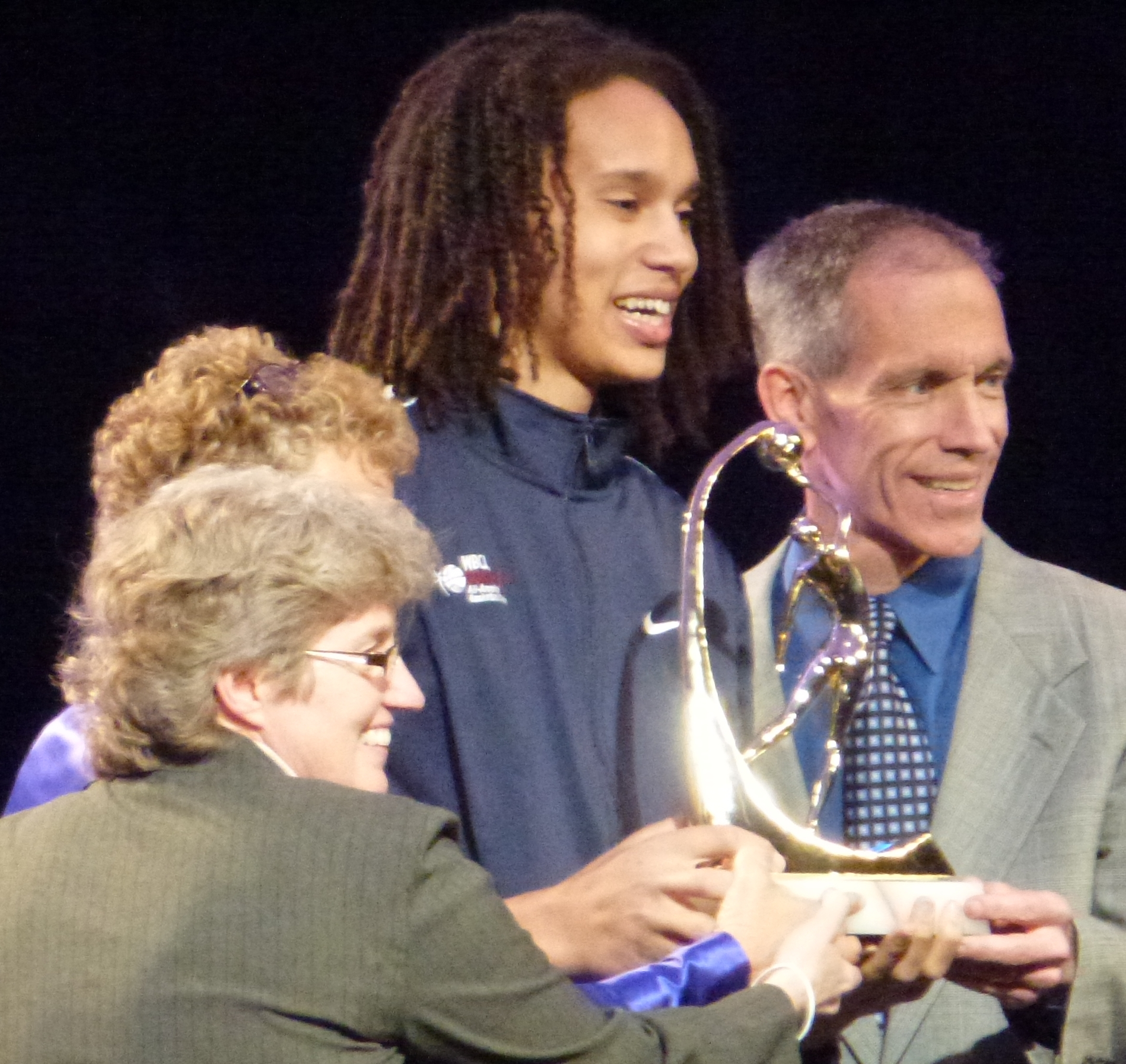
Грайнер получает Приз имени Маргарет Уэйд, 2012 год

На третьем курсе Грайнер набирала по 23,2 очка, 9,4 подбора и 5,0 блок-шота в среднем за игру. В сезоне 2011/2012 Бриттни в одиночку заблокировала больше бросков, чем любая другая женская команда первого дивизиона NCAA. По итогам сезона она стала лауреатом трёх самых главных наград женского студенческого баскетбола — Маргарет Уэйд, Джеймса Нейсмита и Джона Вудена, а также игроком года по версии Associated Press, лучшей спортсменкой конференции Big 12 и обладательницей Кубка Хонды-Бродерика — награды лучшей студентке-спортсменке года вне зависимости от вида спорта. В решающем матче плей-офф 2012 года, 3 апреля, сборная Бэйлорского университета со счётом 80—61 переиграла команду «Нотр-Дам Файтинг Айриш». В этой встрече Грайнер набрала 26 очков, 13 подборов и 5 блок-шотов. Таким образом, «Леди Бэрс» стали чемпионами NCAA, при этом сама Грайнер была признана самым выдающимся игроком баскетбольного турнира NCAA. «Леди Бэрс» стали седьмой командой в истории NCAA, окончившей сезон без поражений, и при этом одержали 40 побед — рекордный показатель в истории американского студенческого баскетбола.
После победы в чемпионате, накануне Олимпийских игр в Лондоне, Грайнер была включена в список кандидаток в сборную США. Она была первой представительницей университетского баскетбола с 1988 года, рассматривавшейся как претендент на место в олимпийской сборной; остальные 20 кандидаток были действующими олимпийскими чемпионками, чемпионками ВНБА или европейских лиг. Высказывались также предположения, что Грайнер откажется от завершения учёбы и присоединится к драфту ВНБА. Однако центровая Бэйлора объявила, что отказывается от участия в Олимпиаде и намерена вместо этого окончить курсы, которые взяла на летний семестр. Ещё одной причиной отказа от поездки на Олимпиаду стала болезнь матери Бриттни. Вскоре после этого, катаясь на скейтборде, баскетболистка неудачно упала и сломала лучевую кость. Восстановление заняло весь оставшийся до начала следующего учебного года отрезок времени, но прошло успешно.
Сезон 2012/2013 стал самым неудачным для «Леди Бэрс» с момента прихода Грайнер в команду: сборная Бэйлорского университета уже на стадии 1/8 финала проиграла со счётом команде «Луисвилл Кардиналс», которая затем в финале турнира уступила «Коннектикут Хаскис». Оборона Луисвилла сумела в значительной степени нейтрализовать Грайнер, сделавшую за матч всего десять бросков с игры, из которых только четыре стали результативными. Однако сама центровая по-прежнему показывала отличные результаты. В своей последней домашней игре за Бэйлор, против Университета штата Флорида 26 марта 2013 года, она в частности выполнила три слэм-данка. Этот результат остаётся женским рекордом NCAA. Грайнер второй год подряд стала обладателем наград Джеймса Нейсмита, Маргарет Уэйд и Джона Вудена и игроком года по версии Associated Press и третий раз подряд подряд вошла в состав первой всеамериканской сборной, была избрана лучшим оборонительным игроком года по версии WBCA и самым полезным игроком конференции Big 12.
За четыре года выступлений за Бэйлорский университет Грайнер принесла команде 3283 очка, сделала 1305 подборов, 748 блок-шотов и 18 данков. Два последних результата стали рекордами NCAA, а первый — рекордом конференции Big 12. В феврале 2024 года за ней был навечно закреплён номер 42 в команде Бэйлорского университета.

## Профессиональная карьера

### Женская НБА

#### 2013—2016
На драфте ВНБА 2013 года Бриттни Грайнер была выбрана под первым номером клубом «Финикс Меркури». Её дебют в профессиональной баскетбольной лиге состоялся в мае 2013 года в игре против команды «Чикаго Скай». В этом матче Грайнер выполнила два слэм-данка — достижение, которого до неё никто в ВНБА не добивался (за всю предшествующую историю лиги данки делались только трижды). В среднем в сезоне 2013 Грайнер набирала по 12,6 очка за игру, став четвёртой по результативности в своей команде и второй среди новичков ВНБА после Елены Делле Донн. Она также завершила сезон лидером лиги по блок-шотам (3,0 за игру), была включена в сборную новичков ВНБА и избрана для участия в матче всех звёзд лиги, который, однако, пропустила из-за травмы.
В следующем сезоне «Меркури» завоевали титул чемпионок ВНБА, обыграв в финальной серии со счётом 3—0 команду «Чикаго Скай». Команда установила новый рекорд ВНБА по количеству побед, выиграв 29 матчей при 5 поражениях. В этом сезоне Грайнер стала второй по результативности в команде после Дайаны Таурази, набирая в среднем за игру 15,6 очка. Как и в прошлом году, она завершила сезон лидером регулярного чемпионата ВНБА по блок-шотам (3,79 за матч). Грайнер установила новые рекорды лиги по количеству блок-шотов за сезон (139) и за отдельную игру (11, в матче 29 июня против «Талса Шок»). Её процент попаданий с игры (0,578) был вторым в лиге. Кроме того, центровая «Финикса» приняла участие в матче всех звёзд ВНБА, была включена в первую сборную всех звёзд и первую сборную всех звёзд защиты ВНБА, а также признана лучшим оборонительным игроком женской НБА.

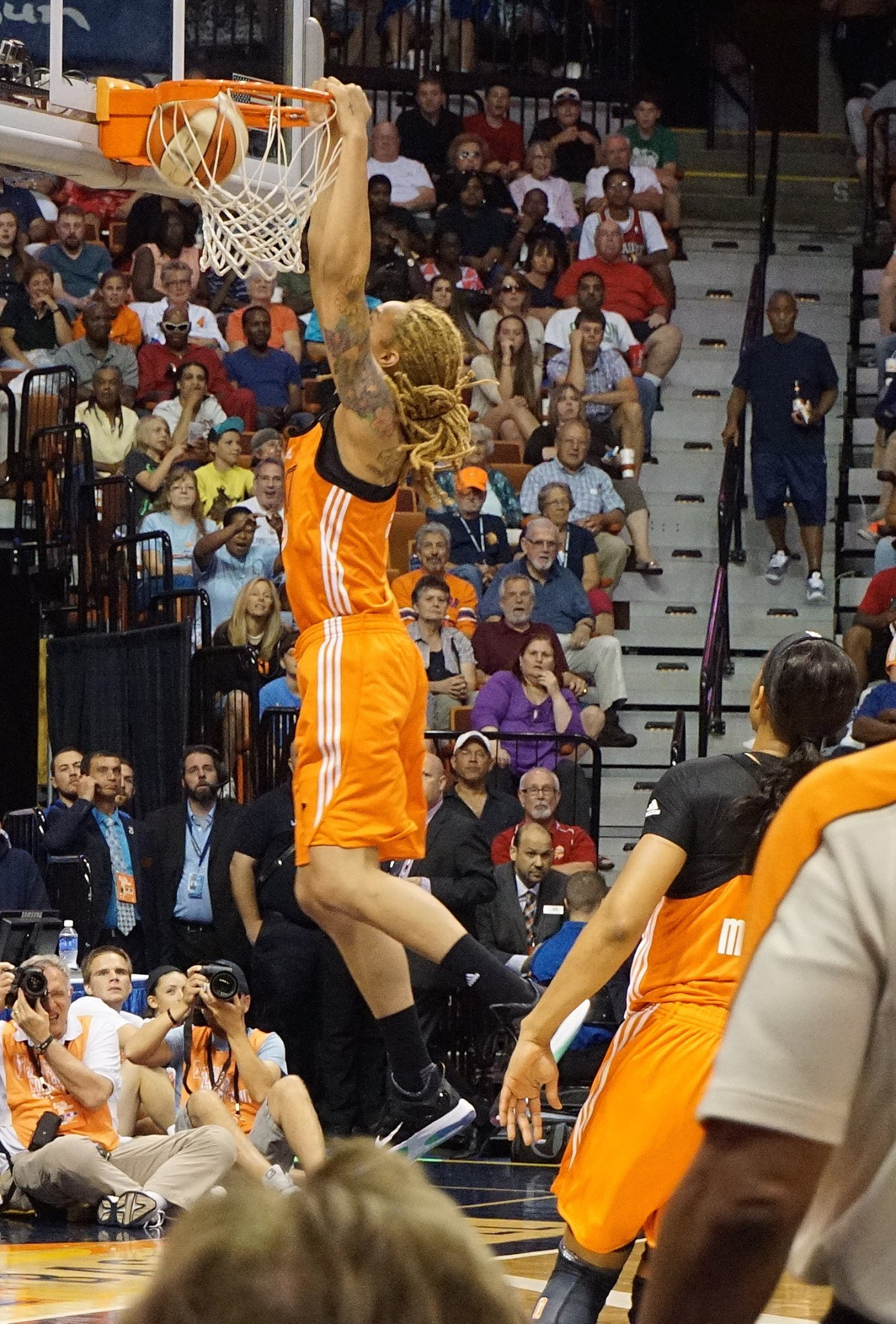
Грайнер выполняет слэм-данк в матче всех звёзд ВНБА 2015 года

В 2015 году Грайнер пропустила первые семь игр сезона из-за драки с партнёршей Глори Джонсон, также выступавшей в ВНБА. За оставшиеся 26 матчей она блокировала 105 бросков — в среднем по 4,04 за игру, добавив к рекорду блок-шотов за сезон также рекорд по среднему их числу за матч. Центровая «Меркури» завершила сезон на втором месте в лиге по количеству подборов под своим кольцом за матч (6,42) и во второй раз подряд была избрана лучшим оборонительным игроком года. Кроме того, Грайнер, набиравшая за матч по 15,1 очка, заняла четвёртое место в голосовании по кандидатам на звание самого ценного игрока ВНБА. Она в очередной раз была избрана для участия в матче всех звёзд, а в конце сезона включена в первую сборную звёзд защиты и во вторую сборную всех звёзд ВНБА. В первом матче плей-офф против «Талсы» центровая «Меркури» установила новый рекорд ВНБА по блок-шотам для этого этапа чемпионатов, заблокировав 11 бросков соперниц. Ей, однако, не удалось защитить чемпионский титул — «Финикс» проиграл в двух встречах в финале Западной конференции соперницам из «Миннесота Линкс».
В следующем сезоне «Меркури» второй раз подряд уступил в полуфинале «Миннесоте». Грайнер провела на площадке 34 игры, в четвёртый раз подряд выполнила больше блок-шотов, чем любая другая баскетболистка ВНБА, а также вошла в десятку лучших по процентам попаданий с игры и числу выполненных и забитых штрафных бросков. Этих результатов хватило ей для попадания во вторую сборную звёзд защиты ВНБА.

#### 2017—2019
В 2017 году Грайнер из-за травмы пропустила 8 игр регулярного сезона (а также матч всех звёзд, для участия в котором была снова выбрана). Однако в остальных встречах она значительно улучшила свои результаты в нападении и стала лучшим бомбардиром лиги с 21,9 очка за игру. Это был первый сезон в истории ВНБА, когда самым результативным игроком стала центровая. Грайнер также установила личный рекорд с 38 очками за один матч (гостевая встреча с «Индиана Фивер» 7 июня), и этот результат стал самым высоким в лиге в этом сезоне. Центровая «Финикса» в очередной раз стала лидером ВНБА по блок-шотам за игру (2,5) и показала 9-й результат в лиге по подборам (5,9 за матч). В 2017 году Грайнер довела число выполненных слэм-данков в ВНБА до десяти, при том, что за всю остальную историю лиги данк делали только три раза.
В 2018 году Грайнер снова набирала в среднем больше 20 очков за игру (20,5), что стало шестым результатом сезона в лиге. Втроём с Дайаной Таурази и Деванной Боннер они набрали за сезон 1967 очков — рекорд ВНБА для трёх игроков из одной команды. Они также установили рекорд ВНБА для отдельной игры (без дополнительного времени), набрав в сумме 87 очков 7 августа против «Вашингтона». Грайнер в очередной раз стала лидером лиги по блок-шотам, заняла третье место по результативным броскам с игры и четвёртое — по результативным штрафным броскам. Она также уже в пятый раз была выбрана для участия в матче всех звёзд и в третий раз включена в первую сборную звёзд защиты и вторую сборную всех звёзд ВНБА.
В 2019 году Грайнер была признана лучшим игроком лиги за август, разделив это звание с Еленой Делле Донн. По итогам всего года она во второй раз за карьеру и во второй раз за три сезона стала самым результативным игроком ВНБА, набирая по 20,7 очка за игру. Это был первый случай в истории ВНБА, когда баскетболистка на позиции центровой набирала в среднем больше 20 очков за матч три сезона подряд. Грайнер также снова возглавила лигу по количеству блок-шотов за игру (2,0), хотя на этот раз разделила первое место с центровой «Коннектикута» Джонквел Джонс. Она стала лидером лиги по блок-шотам в седьмой раз подряд, установив новый рекорд ВНБА (предыдущий принадлежал Марго Дыдек). Эти показатели позволили центровой «Финикса» во второй раз в карьере попасть в первую сборную всех звёзд ВНБА. Её клуб, однако, показал свой худший результат в сезоне с момента начала выступлений Грайнер за этот клуб: команда с 15 победами в 34 матчах заняла восьмое место в регулярном сезоне и проиграла в первом же круге плей-офф (Грайнер не окончила этот матч против «Чикаго Скай», получив травму колена в первой половине игры).

#### 2020—2025
Из-за начала пандемии COVID-19, начавшейся весной 2020 года, сезон ВНБА был укорочен и проводился в «пузыре» в условиях карантина. Грайнер не окончила этот сезон и покинула расположение лиги после 12 матчей, сославшись на «личные обстоятельства». К этому моменту она имела лучшие в команде средние показатели за игру по набираемым очкам (17,7) и подборам (7,5). Позже, в феврале 2021 года, вернувшаяся в команду баскетболистка рассказала в интервью, что не могла больше оставаться в Брейдентоне (Флорида) из-за психологических проблем. По её словам, она получила нужную помощь от психологов и прошла курс лечения колена; на её душевном здоровье также положительно сказалось более долгое пребывание на свежем воздухе дома, в Аризоне.
Сезон 2021 стал для центровой «Финикса» самым результативным в ВНБА с точки зрения слэм-данков — к плей-офф она довела их общее количество до 23 (в том числе 17 в регулярном сезоне, 5 в матчах всех звёзд и 1 в плей-офф). По словам Грайнер, это было связано с опасениями, что она начинает терять форму с возрастом (предыдущей осенью ей исполнилось 30 лет), и она хотела доказать себе и окружающим, что ещё способна на высокие атлетические достижения. Сезон также стал рекордным для баскетболистки по подборам за игру (9,5), а остальные её показатели включали 20,5 очка и 1,9 блок-шота за матч. В сентябре Грайнер попала в список 25 лучших игроков в истории женской НБА, опубликованный к 25-летию лиги. Она также снова приняла участие в матче всех звёзд ВНБА, по итогам сезона была включена во вторую сборную звёзд защиты и в первую сборную всех звёзд ВНБА. Вместе с Дайаной Таурази она обеспечила «Меркури» неожиданную победу в серии над сеянным под вторым номером «Лас-Вегасом» и первый с 2014 года выход в финал плей-офф.
Хотя баскетболистка полностью пропустила сезон 2022 из-за судебного преследования в России, её в символическом порядке включили в число 22 участниц матча всех звёзд. В феврале 2023 года Грайнер, официально имевшая статус свободного агента, подписала новый контракт с «Меркури» сроком на один год. В части игр сезона 2023 она отсутствовала, вначале из-за травмы бедра, а затем из-за проблем с душевным здоровьем, но в остальное время продолжала показывать хорошие результаты, входя в пятёрку лидеров лиги по блок-шотам за игру и по проценту попаданий с игры. В результате Грайнер снова попала в число участниц матча всех звёзд. Это произошло уже в 9-й раз, что на тот момент было 4-м показателем за историю женской НБА. В этой игре она набрала 18 очков, в том числе первые шесть очков своей команды, и сделала два слэм-данка. По ходу сезона центровая поднялась на вторую позицию в списке лучших бомбардиров «Меркури» за всю историю команды, отставая только от Таурази. По итогам сезона «Финикс» занял последнее место в лиге с одним из худших результатов за историю команды (9 побед при 31 поражении), но Грайнер стала обладательницей награды ВНБА за возвращение года, разделив её с Нафисой Коллиер, вернувшейся на площадку после родов.
В начале мая 2024 года, в ходе предсезонных игр, Грайнер получила травму, раздробив палец ноги, и пропустила начало регулярного сезона. В её отсутствие команда проиграла 6 из 10 первых матчей, но после возвращения центровой заметно улучшила игру в нападении, по этому показателю превзойдя даже возглавляющих турнирную таблицу «Нью-Йорк Либерти». В матче всех звёзд, в котором игроки сборной США противостояли сборной остальной лиги накануне Олимпийских игр в Париже, Грайнер принесла национальной команде 10 очков и сделала 7 подборов. Она стала четвёртым игроком за историю матчей всех звёзд ВНБА, набравшим в этих играх в сумме больше 100 очков. По итогам сезона «Финикс» поднялся на седьмое место в таблице и проиграл 2:0 в первом круге плей-офф «Миннесоте». Грайнер заняла четвёртое место в лиге по блок-шотам (1,5), а в команде была первой по подборам (6,6) и второй по набранным очкам (17,8).
В январе 2025 года получила статус свободного агента и подписала годичный контракт с клубом ВНБА «Атланта Дрим». В новой команде, как и в «Меркури», центровая получила майку с номером 42.

### Китай и Россия
Зарплата Грайнер за первый год в ВНБА составила 49 400 долларов. Однако уже в мае 2013 года она заключила контракт с клубом «Чжэцзян Голден Буллз» Женской китайской баскетбольной ассоциации, сезон которой продолжался с ноября по февраль, не пересекаясь с сезоном ВНБА. Сумма её контракта на один сезон в Китае составляла 600 тысяч долларов. Столько же получали и другие ведущие американские баскетболистки, выступавшие в ЖКБА, — Сильвия Фаулз и Майя Мур. Выступая за «Голден Буллз», Грайнер приняла участие в матче всех звёзд ЖКБА, в ходе которого набрала 25 очков и сделала 9 подборов, а также выполнила 4 слэм-данка. Она была признана самым ценным игроком матча, в котором её сторона, сборная Юга, победила сборную Севера со счётом 107-95. Её клуб окончил сезон в полуфинале плей-офф.
Осенью 2014 года Грайнер вернулась в Китай, на этот раз в клуб «Бэйцзин Грейт Уолл». В ноябре американку во время посадки в командный автобус атаковал человек с ножом, однако сумел нанести ей лишь поверхностный порез на левом локте. Несмотря на инцидент, Грайнер продолжила выступления и стала с новым клубом финалисткой ЖКБА. В финальной серии пекинская команда уступила клубу Майи Мур «Шаньси Флейм». По итогам сезона Грайнер была признана центровой года в ЖКБА.

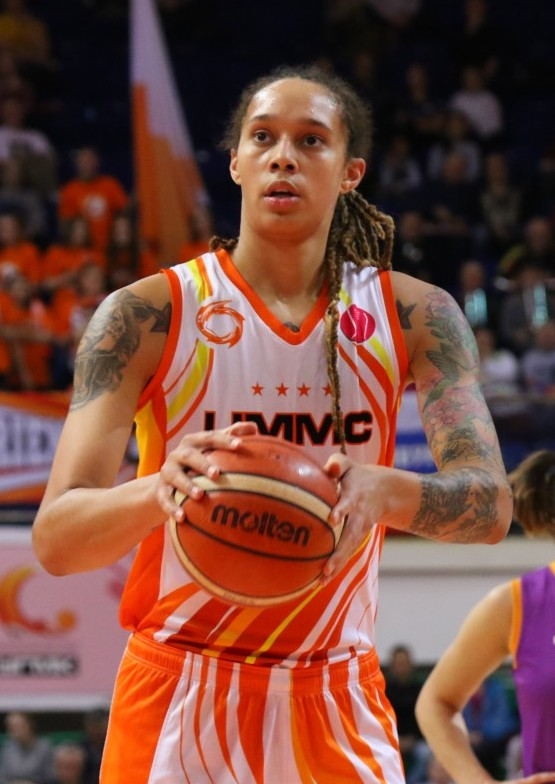
В форме «УГМК», 2019 год

Перед сезоном 2015/16 Грайнер подписала контракт с российским клубом УГМК из Екатеринбурга. За эту команду она выступала в чемпионате России и Евролиге, победительницей которой становилась в 2016, 2018 и 2019 годах. В 2017 году екатеринбургский клуб оступился в полуфинале, а в сезоне 2019/20 дошёл до четвертьфинала с балансом побед и поражений 13-1, прежде чем состязание было остановлено из-за начала пандемии COVID-19. После возобновления Евролиги в сезоне 2020/21 Грайнер в составе УГМК стала её победительницей в третий раз подряд. Наиболее удачным лично для Грайнер в Евролиге стал сезон 2018/19, когда она была признана самым ценным игроком «Финала четырёх». В финале против курского «Динамо» американка за первые 15 минут игры заблокировала четыре броска и закончила матч с дабл-даблом — 16 очков и 10 подборов.
Грайнер также стала чемпионкой России шесть раз подряд; серия титулов УГМК прервалась уже в её отсутствие, в 2022 году. В 2021 году УГМК с её участием также стал обладателем Суперкубка России. Американскую центровую уральского клуба трижды подряд, с 2018 по 2020 год, признавали самым ценным игроком чемпионата России. Как и в случае китайских команд, Грайнер зарабатывала намного больше в российской Премьер-лиге, чем в ВНБА: в США её максимальная зарплата составляла 227,9 тысячи долларов в год, тогда как в составе УГМК американка получала по миллиону долларов за сезон.
На пресс-конференции в апреле 2023 года вернувшаяся в США из России (см. Арест и заключение в России) Грайнер объявила, что больше никогда не уедет из страны. Единственное исключение баскетболистка сделала для возможности выступить на Олимпийских играх, если будет включена в сборную США.

### Unrivaled
С созданием профессиональной лиги Unrivaled, игры которой проходят по правилам баскетбола 3×3, Грайнер была в декабре 2024 года выбрана в её первом драфте клубом «Фантом». В марте 2025 года в матче «Фантом» против «Лунар Оулс» она выполнила первый в истории этой лиги данк.

## Карьера в сборной США
В мае 2011 года Грайнер была приглашена в тренировочный лагерь национальной баскетбольной сборной США, и в августе того же года было объявлено о её включении в состав сборной. В том же году она участвовала со сборной в европейском турне, в ходе которого американки одержали три победы при двух поражениях. Сама Грайнер, единственная студентка в составе сборной, набирала в среднем 12,8 очка и 7,3 подбора за игру. В следующем году Бриттни также стала единственной студенткой, попавшей в предварительный состав сборной на летние Олимпийские игры в Лондоне, однако вынуждена была отказаться от возможности выступить на Олимпиаде из-за учёбы и семейных обстоятельств.
В 2014 году Грайнер была включена в состав сборной США на чемпионате мира в Турции. Американская команда выиграла все шесть матчей турнира, завоевав не только золотые медали, но и путёвку на следующую Олимпиаду. За турнир Грайнер набирала в среднем по 12,3 очка, 6,3 подбора и 2,0 блок-шота за игру и была по его итогам включена в символическую первую пятёрку чемпионата.
После успешного выступления в ходе европейского тура сборной в 2015 году (средняя результативность 12,7 очка за игру — самая высокая в команде), центровая «Финикса» была включена в состав национальной команды, едущей на Олимпиаду в Рио-де-Жанейро. Американки завоевали на этих Играх шестой подряд комплект золотых медалей, а Грайнер выходила в стартовом составе в каждой из восьми игр и приносила команде в среднем по 9,8 очка и 5,6 подбора за матч.
Несмотря на то, что из-за травмы Грайнер пропустила тренировочный лагерь сборной осенью 2017 года, она участвовала в зимних сборах и показательных выступлениях накануне чемпионата мира 2018 года. Команда с её участием выиграла все три товарищеских матча, а затем все шесть игр чемпионата мира, снова завоевав золотые медали. Грайнер была названа лучшим игроком финала, в котором американки победили сборную Австралии со счётом 73-56. Центровая сборной США набрала 15 очков и отличилась в обороне: опекая лучшего бомбардира чемпионата Лиз Кэмбидж, набиравшую до этого в среднем по 27,2 очка за матч, Грайнер свела её вклад в результат австралийской команды к семи очкам. За матч Кэмбидж сделала десять бросков с игры, но удачными оказались только два.
В отборочном турнире Олимпийских игр 2020 года Грайнер набирала в среднем по 15,3 очка и 6,3 подбора за игру. На самой Олимпиаде, из-за пандемии COVID-19 состоявшейся в 2021 году, американки снова выиграли все свои матчи и стали чемпионками. Грайнер выходила на площадку в стартовом составе во всех шести матчах сборной, принося ей в среднем по 16,5 очка и делая по 7,2 подбора. Центровая сборной США отличилась в полуфинале против команды Сербии, где сделала дабл-дабл: 15 очков и 12 подборов — оба показателя лучшие среди всех участниц игры. В финале против команды Японии она набрала 30 очков — новый рекорд женской сборной США в финалах международных турниров.
Грайнер пропустила чемпионат мира 2022 года из-за уголовного преследования в России, но осенью 2023 года вернулась в состав сборной США для участия в показательных матчах против команд Университета Теннесси и Дьюкского университета. В американской команде на Олимпиаде в Париже выходила только на замены, проводя в среднем на площадке около 14 минут и принося сборной по 7,3 очка за игру, однако играла важную роль в борьбе под кольцом. После победы 67:66 в финале над сборной Франции завоевала свою третью золотую олимпийскую медаль.

## Стиль игры и оценки

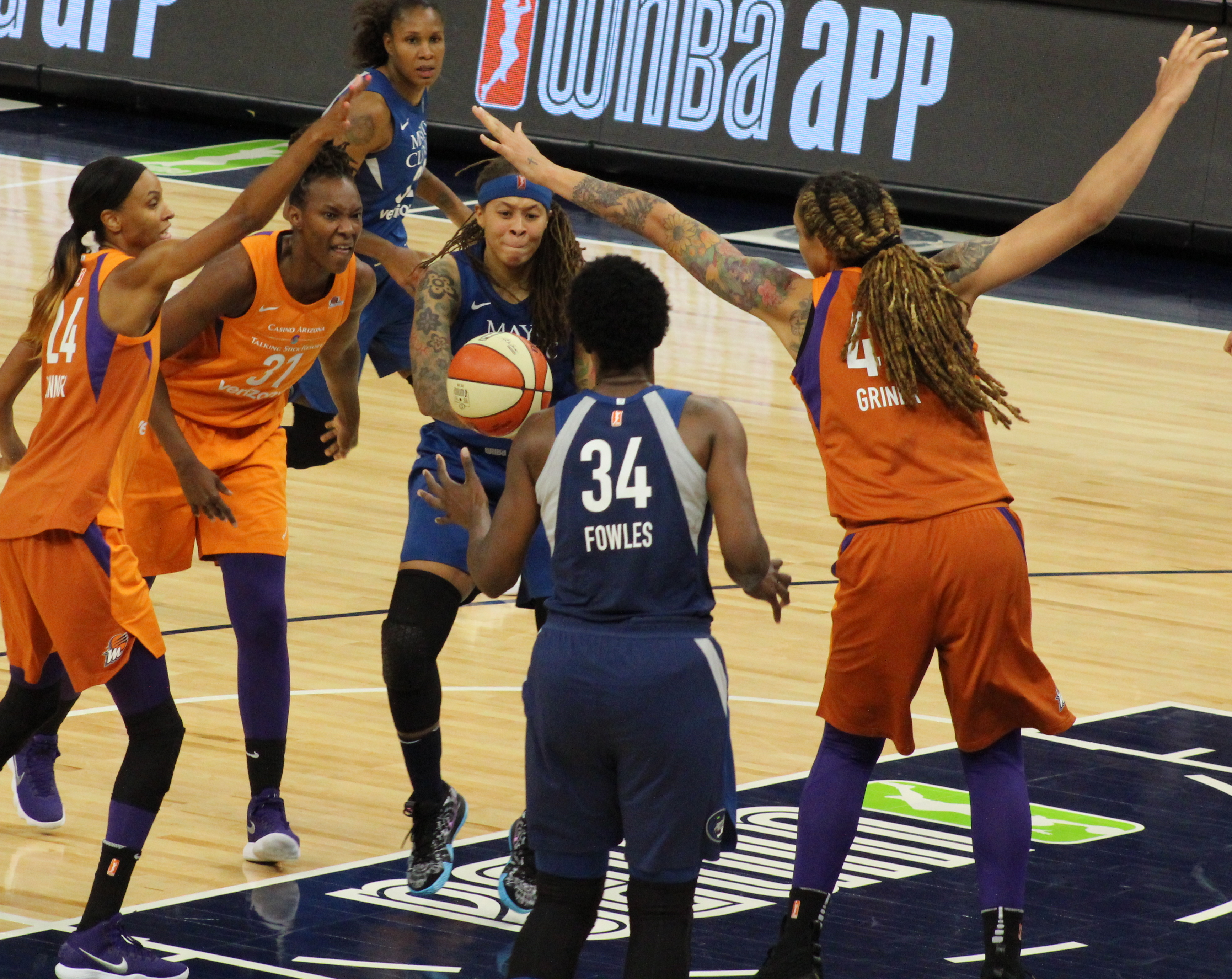
Грайнер (спиной, в оранжевой форме) в защите

Телосложение Грайнер позволяет ей делать вещи, на которые не способны соперницы. Она выполняет большое количество слэм-данков, при этом её стиль отличается от стиля других баскетболисток, способных забросить мяч в кольцо сверху. Если предыдущая «королева данков» ВНБА Кэндис Паркер должна была для этого взять разбег, Грайнер выполняет их без усилия, с одного шага, единым грациозным движением. Она также способна подбирать отскок под кольцом одной рукой. Размах рук центровой заставил спортивного журналиста Houston Chronicle сравнить её, когда она в защите дотягивается до мяча в руках у соперницы, с птеродактилем.
В 2012 году, после победы в финале I дивизиона NCAA, тренер сборной Бэйлорского университета Ким Малки называла Грайнер «лицом женского баскетбола в США». Уже в 2009 году, когда Грайнер оканчивала среднюю школу и объявила о намерении продолжить учёбу в Бэйлоре, Малки называла её способности уникальными и предсказывала, что сопоставимая с Бриттни баскетболистка больше никогда не появится. Схожее мнение высказывал аналитик ESPN Марк Льюис: выбрав для примера Шерил Миллер, выдающуюся баскетболистку, благодаря которой изменился женский баскетбол в США, он утверждал, что баскетболистки с аналогичными данными после Миллер уже появлялись, тогда как аналог Грайнер появится ещё не скоро. В целом в этот период многие специалисты, сравнивая Грайнер с Кэндис Паркер, признавали, что центровая школы имени Нимица более талантлива. Тренер сборной США Джино Оримма назвал Грайнер игроком, появляющимся раз в поколение, и сравнил её вклад в развитие вузовского баскетбола со вкладом центрового Калифорнийского университета в Лос-Анджелесе Лью Алсиндора, в профессиональные годы известного как Карим Абдул-Джаббар.

## Личная жизнь и общественная деятельность
17 апреля 2013 года в интервью журналу Sports Illustrated Бриттни Грайнер сделала публичный каминг-аут, официально объявив, что является лесбиянкой. В этом же интервью она рассказала об издевательствах, которые пережила в детстве из-за того, что отличалась от окружающих. Спортсменка объяснила, что воспоминания об этом побуждают её работать с детьми, страдающими от той же проблемы, в особенности с представителями ЛГБТ, и стараться донести информацию о ней до общества. В следующем году Грайнер стала первой в истории открыто гомосексуальной спортсменкой, заключившей рекламный контракт с фирмой Nike.

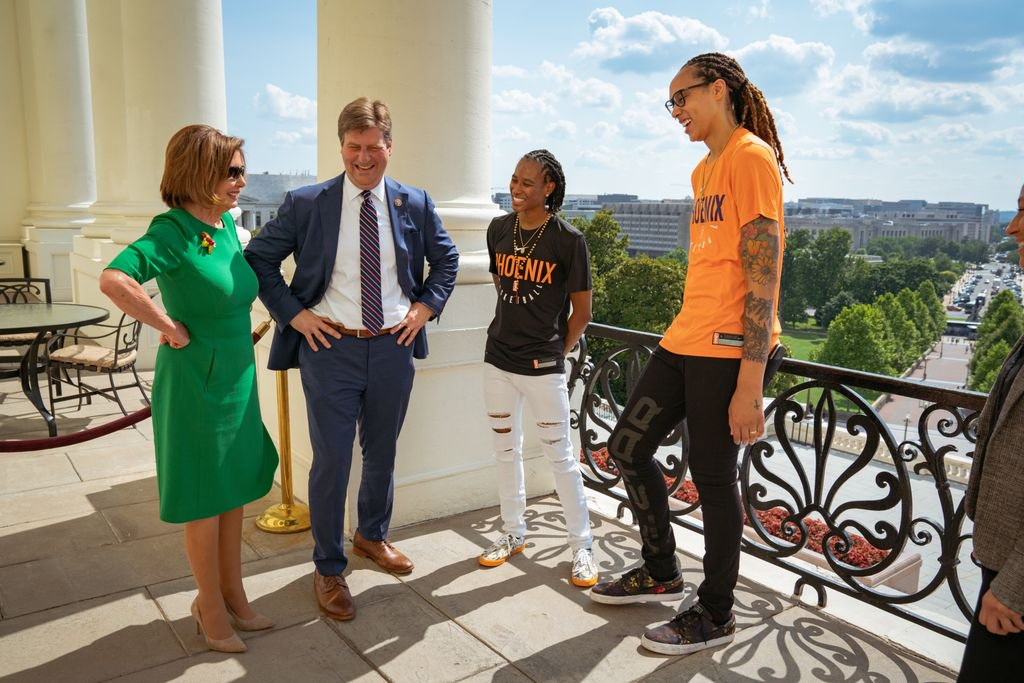
Нэнси Пелоси, член Палаты представителей Грег Стэнтон, Глори Джонсон и Грайнер, 2019 год

14 августа 2014 года Грайнер объявила об обручении со своей давней подругой, баскетболисткой клуба ВНБА «Талса Шок» Глори Джонсон. В апреле 2015 года обе спортсменки были арестованы по обвинениям в нападении и нарушении общественного порядка. Это произошло после того, как разнимать драку между ними была вызвана полиция округа Марикопа (штат Аризона). В ходе драки обе участницы получили незначительные травмы. Несмотря на эту ссору, 8 мая 2015 года они вступили в брак в Финиксе. 4 июня 2015 года стало известно, что Джонсон беременна (позже Джонсон сообщила, что зачатие произошло посредством ЭКО с использованием её яйцеклетки и спермы донора). На следующий день Грайнер подала на аннулирование брака, заявив, что он стал результатом «обмана и давления». 29 июня после УЗИ стало известно, что у Джонсон будет двойня, и 12 октября 2015 года у неё родились две дочери — Эйва Саймон и Солей Дием. В апреле 2016 года суд обязал Грайнер выплачивать бывшей супруге алименты на содержание детей в размере около 2,5 тысячи долларов в месяц. В июне того же года брак Грайнер и Джонсон был официально расторгнут.
19 июня 2019 года Грайнер заключила брак с 28-летней Шерелл Уотсон. В апреле 2024 года пара объявила, что ждёт первого ребёнка, а в июле, накануне отъезда Бриттни на Олимпийские игры в Париже — что у Шерелл Грайнер родился сын. Мальчику дали имя Бэш Реймонд.
Грайнер отличается активной гражданской позицией. Она регулярно участвует в парадах гордости и организует поддержку сообщества ЛГБТ в Финиксе местными бизнесменами. Среди её постоянных социальных проектов с 2016 года был сбор обуви для бездомных Финикса и окружающего региона. Баскетболистка участвовала в сборе пожертвований на приюты для бездомных животных и помощь гражданам и предприятиям, пострадавшим от пандемии COVID-19. Грайнер также использовала свой статус звезды спорта, чтобы агитировать граждан участвовать в выборах. В июне 2017 года она стала лауреатом ежемесячной премии ВНБА за помощь обществу.
В ходе протестов движения Black Lives Matter в 2020 году Грайнер вместе с остальными игроками «Финикс Меркури» демонстративно отказалась выйти на площадку в стартовой игре сезона во время исполнения государственного гимна. Этот жест баскетболистки сделали в память об убитой полицией Брионне Тэйлор. Позже Грайнер заявила в интервью, что считает, что гимн США вообще не должен исполняться перед играми ВНБА, чтобы привлечь внимание к полицейскому насилию. Спортсменка, однако, сделала оговорку, что любит свою страну и уважает людей, её защищающих, указав, в частности, что её собственный отец был ветераном вооружённых сил и 30 лет служил шерифом. В ходе сезона 2020 Грайнер выходила на площадку в майке с именем Брионны Тэйлор.

### Арест и заключение в России
17 февраля 2022 года спортсменка прилетела из Нью-Йорка в Москву для участия в играх Евролиги в составе команды «УГМК». В аэропорту Шереметьево её задержали из-за реакции служебной собаки и обнаружили в её вещах электронные сигареты с гашишным маслом (концентрированный продукт из конопли), оборот которого запрещён в России. Масса вещества составила 0,702 грамма.
Срок меры пресечения в виде заключения под стражу в отношении Грайнер неоднократно продлевался судом по требованию следствия. В суде Грайнер признала себя виновной в обвинениях, связанных с наркотиками, но заявила, что не собиралась нарушать никаких законов и что обнаруженные у неё при въезде картриджи содержали медицинскую марихуану. Она пояснила, что использовала марихуану в США с разрешения врачей в качестве анальгетика, и сослалась на то, что это распространённая в США практика (в том числе среди спортсменов). По словам баскетболистки, она не собиралась привозить картриджи с собой в Россию. Врач клуба УГМК А. Калабин в своих показаниях суду отметил, что Грайнер за семь лет игры в команде ни разу не подвергалась дисциплинарным взысканиям, но после того как она в феврале 2022 года переболела COVID-19, у неё наблюдается синдром пониженного внимания, характеризуемый головными болями и ухудшением памяти. Кроме того, согласно Калабину, американка уже до этого страдала от болей, вызванных артрозом коленных суставов, проблемами с голеностопом и шейным отделом позвоночника.
4 августа 2022 года Химкинский городской суд признал Грайнер виновной, назначил ей наказание в виде 9 лет колонии общего режима и штрафа в размере 1 млн рублей.
25 октября 2022 года Московский областной суд утвердил приговор, после чего Бритни Грайнер была помещена в исправительную колонию № 1 УФСИН России в посёлке Новое Гришино (Московская область). В ноябре её перевели в женскую исправительную колонию № 2 в Явасе (Мордовия). В колонии американка была назначена на подсобные работы в швейной мастерской и на расчистку льда с тротуаров.

### Возвращение в США
В СМИ часто высказывалось мнение, что Грайнер была арестована в качестве дипломатического заложника. В кампании в её поддержку заметную роль сыграли некоторые деятели мужского баскетбола — Грант Уильямс, Кайри Ирвинг, Кармело Энтони, Док Риверс. Президент США Джо Байден оценил вынесенный Грайнер приговор как неприемлемый и заявил, что в России спортсменку удерживают необоснованно и все в мире об этом знают. Он призвал Россию немедленно освободить Грайнер. В кампании по освобождению спортсменки участвовали депутаты Палаты представителей США от Техаса Шейла Джексон Ли и Колин Оллред, а в июле резолюция, призывающая к её освобождению, была принята в сенате при поддержке депутатов от обеих партий.
По словам адмирала Джона Кёрби, правительство США вскоре после задержания Грайнер сделало России предложение об обмене заключёнными. Американцы предлагали обменять баскетболистку и ещё одного гражданина США Пола Уилана, приговорённого к 16 годам лишения свободы по обвинению в шпионаже, на Виктора Бута. Бут отбывал в США 25-летнее заключение по обвинению в контрабанде оружия. Согласно новостному агентству Reuters, обмену препятствовало встречное требование России включить в список обмена также Вадима Красикова, отбывавшего в Германии тюремный срок за убийство.
8 декабря 2022 года Грайнер была освобождена из российской тюрьмы в результате обмена на Виктора Бута. Обмен состоялся в аэропорту Абу-Даби (Объединённые Арабские Эмираты). По сообщениям прессы, ему способствовали усилия саудовского кронпринца Мухаммада ибн Салмана и лидера ОАЭ Мухаммада ибн Заида. По данным СМИ, оба бывших заключённых были перед обменом помилованы и не должны продолжать отбывать наказание на территории своих стран. Судья Шира Шейндлин, в своё время вынесшая приговор Буту, отозвалась о заключённой сделке с одобрением. В то же время в консервативных кругах США она вызвала критику. Осуждение вызывали как сам факт борьбы администрации Байдена за свободу «непатриотичной» спортсменки, так и освобождение в обмен на неё «торговца смертью» и то, что в сделку не удалось включить отбывающего более долгий срок Пола Уилана. После освобождения сама Грайнер активно присоединилась к публичной кампании в поддержку Уилана. В апреле 2023 года было сообщено, что баскетболистка начала работу над книгой о своём пребывании в заключении.
Вскоре после начала сезона 2023 в ВНБА в аэропорту Далласа произошёл инцидент между Грайнер и консервативным журналистом Алексом Стейном. Стейн, прорвавшийся с камерой мимо телохранителей команды, начал задавать баскетболистке провокационные вопросы и обвинять её в том, что она «ненавидит Америку». Охрана аэропорта оттеснила его от Грайнер. Руководство ВНБА осудило инцидент и заявило, что работает над организацией чартерных рейсов для команд, чтобы обеспечить безопасность игроков.
В конце сезона 2023 Грайнер была удостоена ежегодной награды ВНБА за помощь обществу. Она получила награду за помощь бездомным Финикса и людям, незаконно пребывающим в заключении за пределами США.

## Достижения

### Командные
- Чемпионка I дивизиона NCAA (2012)[33]
- Чемпионка женской НБА (2014), финалистка (2021)[1]
- Шестикратная чемпионка Премьер-лиги (2016—2021)[66]
- Четырёхкратная чемпионка Евролиги (2016, 2018, 2019, 2021)[66]
- Вице-чемпионка Женской китайской баскетбольной ассоциации (2015)[33]
- Трёхкратная Олимпийская чемпионка (2016, 2020[33], 2024[76])
- Двукратная чемпионка мира (2014, 2018)[33]

### Личные
Школьный и студенческий баскетбол
- Рекордсменка США среди школьниц по блок-шотам (25) и слэм-данкам (7) за игру[33]
- Баскетболистка года среди старшеклассниц по версии USA Today и по версии Ассоциации тренеров женского баскетбола США (2009)[11]
- Рекордсменка I дивизиона NCAA по блок-шотам (748) и слэм-данкам (18) за карьеру[33]
- Приз Нейсмита (2012, 2013)[114]
- Приз имени Джона Вудена (2012, 2013)[114]
- Приз имени Маргарет Уэйд (2012, 2013)[11]
- Баскетболистка года среди студентов по версии Associated Press и по версии USBWA (2012, 2013)[11]
- Самый выдающийся игрок баскетбольного турнира NCAA (2012)[21]
- Кубок Хонды-Бродерика (2012)[11]
- Награды ESPY лучшей спортсменке года и лучшей спортсменке-студентке года (2012)[11]
- MVP «Финала четырёх» NCAA (2012)[114]
- Лучший оборонительный игрок среди студентов по версии WBCA (2011—2013)[11]
- Первая всеамериканская сборная NCAA (2011—2013), вторая всеамериканская сборная NCAA (2010)[114]

Профессиональный баскетбол
- Рекордсменка женской НБА по слэм-данкам за карьеру[37]
- Лидер женской НБА по очкам за игру (2017, 2019) и за сезон (2019)[114]
- Лидер женской НБА по блок-шотам за игру (2013—2019, 2021) и за сезон (2013—2016, 2018, 2021)[114]
- Лучший оборонительный игрок женской НБА (2014, 2015)[114]
- Возвращение года женской НБА (2023)[51]
- Сборная новичков женской НБА (2013)[114]
- Сборная всех звёзд женской НБА: первая (2014, 2019, 2021), вторая (2015, 2017, 2018)[114]
- Сборная всех звёзд защиты женской НБА: первая (2014, 2015, 2018), вторая (2016, 2017, 2019, 2021)[114]
- Матч всех звёзд женской НБА (2013—2015, 2017—2019, 2021, 2023)[114]
- Включена в список 25 лучших игроков в истории женской НБА (2021)[114]
- Лучшая центровая Женской китайской баскетбольной ассоциации (2015)[33]
- MVP Российской Премьер-лиги (2018—2020)[66]
- MVP «Финала четырёх» Евролиги (2019)[66]

Общественные награды
- Награда женской НБА за помощь обществу[113]

## Игровая статистика

### ВНБА
| Сезон                                                                                    | Команда | Регулярный сезон | Регулярный сезон | Регулярный сезон | Регулярный сезон | Регулярный сезон | Регулярный сезон | Регулярный сезон | Регулярный сезон | Регулярный сезон | Регулярный сезон | Регулярный сезон | Серия плей-офф | Серия плей-офф | Серия плей-офф | Серия плей-офф | Серия плей-офф | Серия плей-офф | Серия плей-офф | Серия плей-офф | Серия плей-офф | Серия плей-офф | Серия плей-офф |
| Сезон                                                                                    | Команда | GP               | GS               | MPG              | FG%              | 3P%              | FT%              | RPG              | APG              | SPG              | BPG              | PPG              | GP             | GS             | MPG            | FG%            | 3P%            | FT%            | RPG            | APG            | SPG            | BPG            | PPG            |
| ---------------------------------------------------------------------------------------- | ------- | ---------------- | ---------------- | ---------------- | ---------------- | ---------------- | ---------------- | ---------------- | ---------------- | ---------------- | ---------------- | ---------------- | -------------- | -------------- | -------------- | -------------- | -------------- | -------------- | -------------- | -------------- | -------------- | -------------- | -------------- |
| 2013                                                                                     | Финикс  | 27               | 27               | 25,9             | 55,6             | -                | 72,4             | 6,3              | 1,0              | 0,5              | 3,0              | 12,6             | 5              | 5              | 26,6           | 53,3           | -              | 55,6           | 6,4            | 0,2            | 0,2            | 0,8            | 10,6           |
| 2014                                                                                     | Финикс  | 34               | 34               | 30,7             | 57,8             | -                | 80,2             | 8,0              | 1,6              | 0,6              | 3,8              | 15,6             | 7              | 7              | 31,0           | 62,7           | -              | 92,0           | 6,0            | 1,6            | 0,4            | 3,4            | 16,7           |
| 2015                                                                                     | Финикс  | 26               | 26               | 30,7             | 56,5             | -                | 77,3             | 8,1              | 1,3              | 0,3              | 4,0              | 15,1             | 4              | 4              | 29,8           | 58,3           | -              | 88,5           | 8,0            | 1,3            | 0,8            | 4,5            | 16,3           |
| 2016                                                                                     | Финикс  | 34               | 34               | 29,2             | 54,8             | -                | 83,1             | 6,5              | 1,0              | 0,4              | 3,1              | 14,5             | 5              | 5              | 31,2           | 64,3           | -              | 81,3           | 6,0            | 1,6            | 0,6            | 2,2            | 13,4           |
| 2017                                                                                     | Финикс  | 26               | 26               | 31,5             | 57,7             | -                | 81,2             | 7,6              | 1,9              | 0,7              | 2,5              | 21,9             | 5              | 5              | 36,8           | 40,7           | -              | 79,5           | 7,0            | 2,0            | 0,6            | 1,6            | 20,2           |
| 2018                                                                                     | Финикс  | 34               | 34               | 32,6             | 54,4             | 25,0             | 80,0             | 7,7              | 2,1              | 0,5              | 2,6              | 20,5             | 7              | 7              | 36,4           | 63,1           | -              | 75,0           | 8,0            | 3,0            | 0,7            | 2,3            | 21,6           |
| 2019                                                                                     | Финикс  | 31               | 31               | 32,8             | 56,4             | 33,3             | 80,8             | 7,2              | 2,4              | 0,7              | 2,0              | 20,7             | 1              | 1              | 14,0           | 37,5           | -              | -              | 3,0            | 0,0            | 0,0            | 1,0            | 6,0            |
| 2020                                                                                     | Финикс  | 12               | 12               | 31,8             | 49,7             | 0,0              | 80,9             | 7,5              | 3,0              | 0,3              | 1,8              | 17,7             | Не участвовала | Не участвовала | Не участвовала | Не участвовала | Не участвовала | Не участвовала | Не участвовала | Не участвовала | Не участвовала | Не участвовала | Не участвовала |
| 2021                                                                                     | Финикс  | 30               | 30               | 32,8             | 57,5             | 44,4             | 84,6             | 9,5              | 2,7              | 0,4              | 1,9              | 20,5             | 11             | 11             | 35,1           | 56,2           | 0,0            | 80,0           | 8,4            | 3,0            | 0,4            | 1,6            | 21,8           |
| 2023                                                                                     | Финикс  | 31               | 31               | 27,6             | 56,2             | 11,1             | 77,2             | 6,3              | 2,2              | 0,5              | 1,6              | 17,5             | Не участвовала | Не участвовала | Не участвовала | Не участвовала | Не участвовала | Не участвовала | Не участвовала | Не участвовала | Не участвовала | Не участвовала | Не участвовала |
| 2024                                                                                     | Финикс  | 30               | 30               | 28,7             | 57,9             | 50,0             | 77,7             | 6,6              | 2,3              | 0,5              | 1,5              | 17,8             | 2              | 2              | 29,5           | 52,0           | 50,0           | 70,0           | 5,5            | 0,0            | 0,5            | 3,0            | 17,0           |
|                                                                                          | Всего   | 315              | 315              | 30,4             | 56,2             | 36,4             | 79,9             | 7,4              | 1,9              | 0,5              | 2,6              | 17,7             | 47             | 47             | 32,4           | 56,0           | 16,7           | 80,3           | 7,1            | 1,9            | 0,5            | 2,2            | 17,7           |
| Наведите курсор мыши на аббревиатуры в заголовке таблицы, чтобы прочесть их расшифровку. |         |                  |                  |                  |                  |                  |                  |                  |                  |                  |                  |                  |                |                |                |                |                |                |                |                |                |                |                |

### Колледж
| Сезон                                                                                   | Команда | GP  | GS  | MPG  | FG%  | 3P%  | FT%  | RPG | APG | SPG | BPG | PPG  |  |
| --------------------------------------------------------------------------------------- | ------- | --- | --- | ---- | ---- | ---- | ---- | --- | --- | --- | --- | ---- |  |
| 2009/10                                                                                 | Бэйлор  | 35  | 35  | 33,5 | 50,3 | -    | 68,4 | 8,5 | 1,0 | 0,5 | 6,4 | 18,4 |  |
| 2010/11                                                                                 | Бэйлор  | 37  | 37  | 31,8 | 54,3 | 50,0 | 77,7 | 7,8 | 1,4 | 0,4 | 4,6 | 23,0 |  |
| 2011/12                                                                                 | Бэйлор  | 40  | 40  | 32,7 | 60,9 | 50,0 | 80,0 | 9,5 | 1,6 | 0,6 | 5,2 | 23,2 |  |
| 2012/13                                                                                 | Бэйлор  | 36  | 36  | 30,8 | 60,7 | 0,0  | 71,2 | 9,4 | 2,4 | 0,7 | 4,1 | 23,8 |  |
|                                                                                         | Всего   | 148 | 148 | 32,2 | 56,9 | 40,0 | 74,7 | 8,8 | 1,6 | 0,5 | 5,1 | 22,2 |  |
| Наведите курсор мыши на аббревиатуры в заголовке таблицы, чтобы прочесть их расшифровку |         |     |     |      |      |      |      |     |     |     |     |      |  |

### Сборная США
| ЧМ 2014 | 6 | 19,2 | 30/45 | 66,7 | 30/45 | 66,7 | 0/0 | -   | 14/23 | 60,9 | 0,8 | 5,3 | 6,2 | 1,3 | 0,8 | 0.5 | 2,0 | 2,7 | 74 | 12,3 |
| ОИ 2016 | 8 | 16,0 | 36/52 | 69,2 | 36/51 | 70,6 | 0/1 | 0,0 | 6/8   | 75,0 | 1,4 | 4,5 | 5,9 | 0,5 | 2,4 | 0,4 | 1,4 | 2,3 | 78 | 9,8  |
| ЧМ 2018 | 4 | 20,7 | 19/38 | 50,0 | 19/38 | 50,0 | 0/0 | -   | 13/16 | 81,3 | 2,0 | 3,0 | 5,0 | 1,0 | 2,0 | 1,3 | 1,5 | 2,5 | 51 | 12,8 |
| ОИ 2020 | 6 | 22,1 | 42/61 | 68,9 | 42/61 | 68,9 | 0/0 | -   | 15/19 | 78,9 | 2,0 | 5,2 | 7,2 | 1,2 | 2,0 | 0,7 | 1,5 | 1,7 | 99 | 16,5 |
| ОИ 2024 | 6 | 14,2 | 18/28 | 64,3 | 18/28 | 64,3 | 0/0 | -   | 8/12  | 66,7 | 1,5 | 2,7 | 4,2 | 0,8 | 0,5 | 0,3 | 0,5 | 1,7 | 44 | 7,3  |
| Наведите курсор мыши на аббревиатуры в заголовке таблицы, чтобы прочесть их расшифровку. Данные на 7 октября 2024. |   |      |       |      |       |      |     |     |       |      |     |     |     |     |     |     |     |     |    |      |